# Mola de Cortes
La Mola de Cortes (la Muela de Cortes en castellà) és una muntanya de relleu tabular situada al municipi valencià de Cortes de Pallars (Vall de Cofrents). Es caracteritza per la seua abrupta orografia i la seua gran reserva hidrològica, envoltada pel riu Xúquer que la retalla formant una profunda i espectacular gorja o tallat de gran desnivell. La Mola és un gran altiplà que ocupa prop de 36.000 hectàrees i una altitud d'entre 800 i 900 metres. La gran plataforma tabular de la Mola de Cortes s'integra al nord del gran massís del Caroig.Està envoltada de congosts, aïllada i solitària, d'ondulants paisatges i boscos de pi negre.
Va ser declarada Reserva Nacional de Caça en 1973, l'única del País Valencià. Abunden en ella els mamífers superiors (Cabres salvatges, muflons, senglars, raboses, genetes, gats salvatges) i aus (àguiles, falcons i ducs). La vegetació que predomina són el coscoll, i la carrasca.
Aprofitant l'orografia que el riu Xúquer dibuixa en l'entorn, s'ha construït una central hidroelèctrica sota la muntanya i una bassa deposit a la part superior. Durant el dia quan hi ha més demanda elèctrica, deixen caure aigua des de la bassa superior, de 23 Hm³, fins al pantà de baix. A la nit, amb l'excedent d'energia de la propera central nuclear de Cofrents bomben aigua des del pantà fins a la bassa de dalt per a de nou deixar-la caure durant el dia quan hi ha més consum elèctric.